# Charlotte Rampling
Tessa Charlotte Rampling (Sturmer, Essex, 1946. február 5. –) brit színésznő. 

## Élete és pályafutása
Karrierjét modellként kezdte. Meredith szerepét kapta az 1966-os Georgy Girl című filmben, amelynek főszerepét Lynn Redgrave játszotta. Hamarosan francia és olasz művészfilmekbe kezdett, nevezetesen Luchino Visconti az Elátkozottak (1969) és Liliana Cavani Az éjszakai portás (1974) című filmjeiben. Még ugyanebben az évben Sean Connery partnere volt a Zardoz (1974) című filmben. Ezután számos európai és angol nyelvű filmben szerepelt, többek között a Csillagporos emlékek (1980); Az ítélet (1982); az Éljen az élet (1984) és A galamb szárnyai (1997) című filmekben. A 2000-es években François Ozon francia rendező múzsája lett, több filmjében is szerepelt, többek között az Uszoda (2003) és a Fiatal és gyönyörű (2013) című filmekben. A televízióban a Dexter (2013) című sorozatban Dr. Evelyn Vogel szerepéről ismert.
2012-ben Primetime Emmy- és Screen Actors Guild-díjra jelölték, mindkettőt a Restless című minisorozatban nyújtott alakításáért. A 2015-ös 45 év című filmben nyújtott alakításáért elnyerte a Berlini Filmfesztivál legjobb színésznőnek járó díját, a legjobb színésznőnek járó Európai Filmdíjat, és jelölték a legjobb színésznőnek járó Oscar-díjra.

2017-ben a 74. Velencei Nemzetközi Filmfesztiválon a Hannah című filmért elnyerte a legjobb színésznőnek járó Volpi Kupát. 2001-ben megkapta a Tiszteletbeli César díjat, 2002-ben pedig a francia Becsületrendet. A művészetért tett szolgálataiért 2000-ben OBE címmel tüntették ki, 2015-ben pedig megkapta az Európai Filmdíj életműdíját.

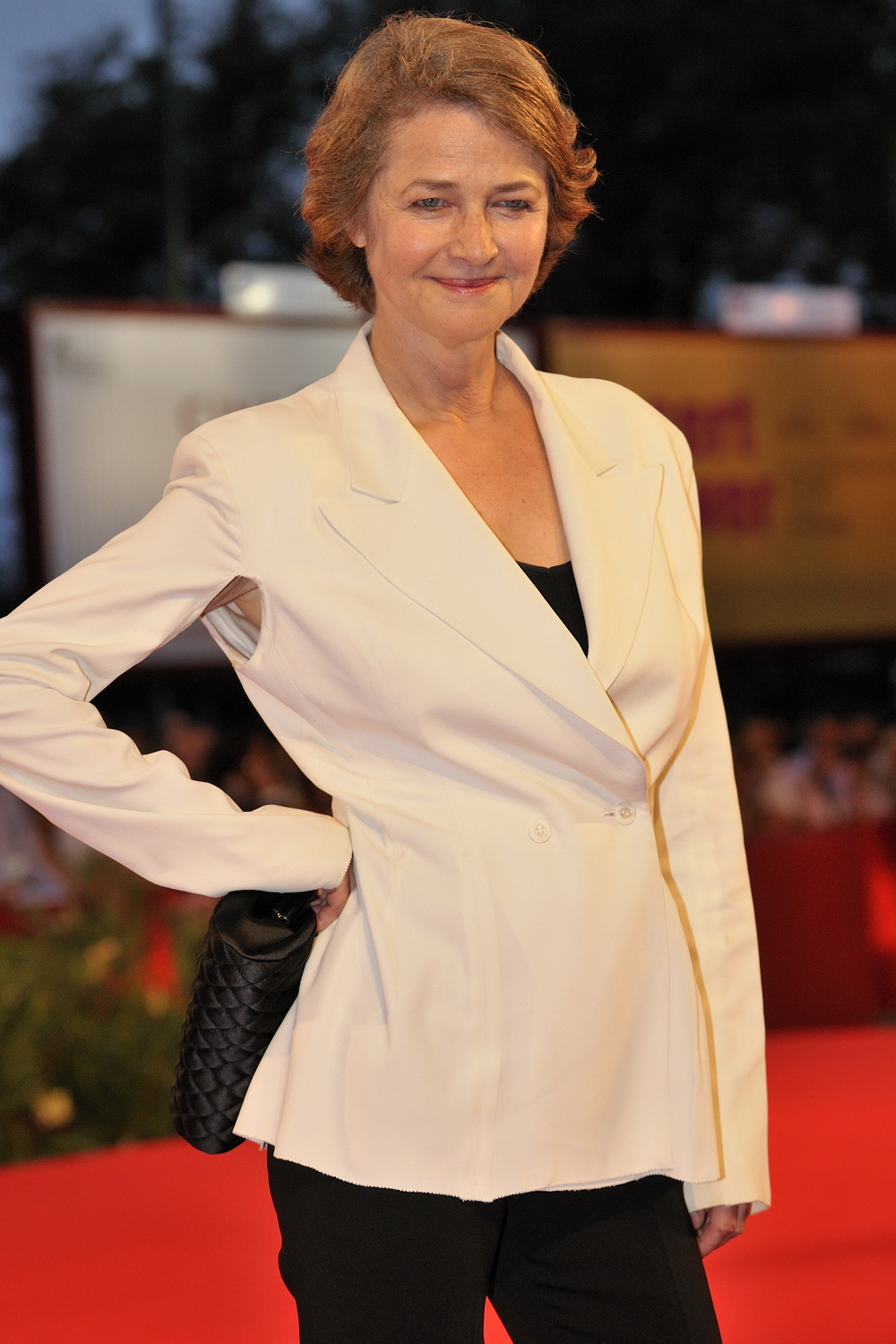
2009-ben

## Magánélete
1972-1976 között Bryan Southcombe volt a férje. 1976-1997 között Jean-Michel Jarre volt a párja.

## Filmográfia

### Film
| Év   | Cím                              | Eredeti cím                                     | Szerep                                     | Magyar hang        |
| ---- | -------------------------------- | ----------------------------------------------- | ------------------------------------------ | ------------------ |
| 1964 | Egy nehéz nap éjszakája          | A Hard Day's Night                              | lány a diszkóban (stáblistán nem szerepel) |                    |
| 1965 | A csábítás trükkje               | The Knack ...and How to Get It                  | vízisíelő (stáblistán nem szerepel)        |                    |
| 1965 | Velejéig romlott                 | Rotten to the Core                              | Sara Capell                                |                    |
| 1966 | Georgy Girl                      | Georgy Girl                                     | Meredith                                   |                    |
| 1967 | A hosszú párbaj                  | The Long Duel                                   | Jane                                       | Radó Denise        |
| 1967 | A hosszú párbaj                  | The Long Duel                                   | Jane                                       | Balázs Ági         |
| 1968 |                                  | Sequestro di persona                            | Christina                                  |                    |
| 1969 |                                  | Target: Harry                                   | Ruth Carlyle                               |                    |
| 1969 |                                  | Three                                           | Marty                                      |                    |
| 1969 | Elátkozottak                     | La caduta degli dei                             | Elisabeth Thallman                         | Almási Éva         |
| 1969 | Elátkozottak                     | La caduta degli dei                             | Elisabeth Thallman                         | Bodnár Erika       |
| 1971 | Száguldás a semmibe              | Vanishing Point                                 | stoppos (törölt jelenetek)                 |                    |
| 1971 |                                  | Addio fratello crudele                          | Annabella                                  |                    |
| 1971 |                                  | The Ski Bum                                     | Samantha                                   |                    |
| 1972 | Corky                            | Corky                                           | Corky felesége                             |                    |
| 1972 |                                  | Asylum                                          | Barbara                                    |                    |
| 1972 |                                  | Henry VIII and His Six Wives                    | Ann Boleyn                                 |                    |
| 1973 | Giordano Bruno                   | Giordano Bruno                                  | Fosca                                      | Orosz Helga        |
| 1974 | Zardoz                           | Zardoz                                          | Consuella                                  |                    |
| 1974 | Az éjszakai portás               | Il portiere di notte                            | Lucia                                      | Orosz Helga        |
| 1974 |                                  | Caravan to Vaccares                             | Lila                                       |                    |
| 1975 | Az orchidea húsa                 | La chair de l'orchidée                          | Claire                                     | Tóth Enikő         |
| 1975 |                                  | Yuppi du                                        | Silvia                                     |                    |
| 1975 | Kedvesem, Isten veled            | Farewell, My Lovely                             | Helen Grayle                               | Orosz Helga        |
| 1976 |                                  | Foxtrot                                         | Julia                                      |                    |
| 1977 | Lila taxi                        | Un taxi mauve                                   | Sharon Frederick                           | Földessy Margit    |
| 1977 | Lila taxi                        | Un taxi mauve                                   | Sharon Frederick                           | Fehér Anna         |
| 1977 | A gyilkos bálna                  | Orca                                            | Rachel Bedford                             | Györgyi Anna       |
| 1980 | Csillagporos emlékek             | Stardust Memories                               | Dorrie                                     | Igó Éva            |
| 1982 | Az ítélet                        | The Verdict                                     | Laura Fischer                              | Tihanyi Szilvia    |
| 1982 | Az ítélet                        | The Verdict                                     | Laura Fischer                              | Farkas Zsuzsa      |
| 1984 | Éljen az élet                    | Viva la vie                                     | Catherine Perrin                           | Kocsis Judit       |
| 1985 | Csak kétszer halsz meg           | On ne meurt que deux fois                       | Barbara Spark                              | Fehér Anna         |
| 1985 |                                  | Tristesse et beauté                             | Léa Uéno                                   |                    |
| 1986 | Szerelmem, Max                   | Max mon amour                                   | Margaret Jones                             | Kovács Nóra        |
| 1987 | Angyalszív                       | Angel Heart                                     | Margaret Krusemark                         | Bencze Ilona       |
| 1987 |                                  | Mascara                                         | Gaby Hart                                  |                    |
| 1988 | Holtan érkezett                  | D.O.A.                                          | Mrs. Fitzwaring                            | Andresz Kati       |
| 1988 |                                  | Paris by Night                                  | Clara Paige                                |                    |
| 1989 |                                  | Rebus                                           | Miriam, Contessa                           |                    |
| 1993 | Az erdőlakó fia                  | Hammers Over the Anvil                          | Grace McAlister                            |                    |
| 1994 | Az idő pénz                      | Time Is Money                                   | Irina Kaufman                              |                    |
| 1995 |                                  | Samson le magnifique                            | Isabelle de Marsac                         |                    |
| 1996 | Aszfalt tangó                    | Asphalt Tango                                   | Marion                                     |                    |
| 1996 |                                  | Invasion of Privacy                             | Deidre Stiles                              |                    |
| 1997 | A galamb szárnyai                | The Wings of the Dove                           | Maude nagynéni                             | Igó Éva            |
| 1999 | A cseresznyéskert                | The Cherry Orchard                              | Lubov Andreyevna                           |                    |
| 2000 |                                  | Signs & Wonders                                 | Marjorie                                   |                    |
| 2000 |                                  | Aberdeen                                        | Helen                                      |                    |
| 2000 | Homok alatt                      | Sous le sable                                   | Marie Drillon                              | Bordán Irén        |
| 2001 | A negyedik angyal                | The Fourth Angel                                | Kate Stockton                              | Bessenyei Emma     |
| 2001 |                                  | Superstition                                    | Frances Matteo                             |                    |
| 2001 | Kémjátszma                       | Spy Game                                        | Anne Cathcart                              | Menszátor Magdolna |
| 2002 | Szerelmi bonyodalmak             | Embrassez qui vous voudrez                      | Elizabeth Lannier                          |                    |
| 2003 | Űzött vad                        | I'll Sleep When I'm Dead                        | Helen                                      |                    |
| 2003 | Uszoda                           | Swimming Pool                                   | Sarah Morton                               | Menszátor Magdolna |
| 2003 | Az ítélet                        | The Statement                                   | Nicole                                     |                    |
| 2004 | Halhatatlanok                    | Immortel (ad vitam)                             | Elma Turner                                | Menszátor Magdolna |
| 2004 | A ház kulcsai                    | Le chiavi di casa                               | Nicole                                     | Borbás Gabi        |
| 2005 | Lemming                          | Lemming                                         | Alice Pollock                              | Andai Györgyi      |
| 2005 | Asszonyok paradicsoma            | Vers le sud                                     | Ellen                                      |                    |
| 2006 | Elemi ösztön 2.                  | Basic Instinct 2                                | Milena Gardosh                             | Menszátor Magdolna |
| 2006 | Tökéletlen páros                 | Désaccord parfait                               | Alice d'Abanville                          |                    |
| 2007 | Angel                            | Angel                                           | Hermione                                   | Menszátor Magdolna |
| 2007 | Anna bekattanva                  | Caótica Ana                                     | Justine                                    |                    |
| 2008 | Szex telefonhívásra              | Deception                                       | Wall Street Belle                          |                    |
| 2008 | Babylon A.D.                     | Babylon A.D.                                    | a templom vezérigazgatója                  | Andresz Kati       |
| 2008 | A hercegnő                       | The Duchess                                     | Lady Spencer                               | Menszátor Magdolna |
| 2009 | Színésznők bálja                 | Le bal des actrices                             | Charlotte Rampling                         |                    |
| 2009 |                                  | Boogie Woogie                                   | Emille                                     |                    |
| 2009 |                                  | La femme invisible (d'après une histoire vraie) | Rose                                       |                    |
| 2009 | Élet a háború idején             | Life During Wartime                             | Jacqueline                                 |                    |
| 2010 | StreetDance                      | StreetDance 3D                                  | Helena                                     | Menszátor Magdolna |
| 2010 | Ne engedj el!                    | Never Let Me Go                                 | Miss Emily                                 | Igó Éva            |
| 2010 |                                  | Rio Sex Comedy                                  | Charlotte                                  |                    |
| 2011 | Malom és kereszt                 | Mlyn i krzyz                                    | Mary                                       |                    |
| 2011 | Melankólia                       | Melancholia                                     | Gaby                                       | Menszátor Magdolna |
| 2011 | Derült égbolt viharfelhők között | The Eye of the Storm                            | Elizabeth Hunter                           | Bencze Ilona       |
| 2012 | Én, Anna                         | I, Anna                                         | Anna Welles                                |                    |
| 2012 | Öngyilkos bevetés                | Cleanskin                                       | Charlotte McQueen                          | Menszátor Magdolna |
| 2012 |                                  | Tutto parla di te                               | Pauline                                    |                    |
| 2013 | Éjféli gyors Lisszabonba         | Night Train to Lisbon                           | Adriana do Prado                           | Nyakó Júlia        |
| 2013 | Fiatal és gyönyörű               | Jeune et Jolie                                  | Alice                                      | Tóth Judit         |
| 2013 |                                  | The Sea                                         | Miss Vavasour                              |                    |
| 2015 | A tiltott szoba                  | The Forbidden Room                              | Ostler anyja                               |                    |
| 2015 | 45 év                            | 45 Years                                        | Kate mercer                                | Andresz Kati       |
| 2016 | Assassin's Creed                 | Assassin's Creed                                | Ellen Kaye                                 | Menszátor Magdolna |
| 2017 | Levél a múltból                  | The Sense of an Ending                          | Veronica Ford                              | Andresz Kati       |
| 2017 |                                  | Hannah                                          | Hannah                                     |                    |
| 2017 |                                  | Euphoria                                        | Marina                                     |                    |
| 2018 | Vörös veréb                      | Red Sparrow                                     | a Veréb Iskola igazgatónője                | Andresz Kati       |
| 2018 |                                  | Voyez comme on danse                            | Elizabeth                                  |                    |
| 2018 | A kis idegen                     | The Little Stranger                             | Mrs. Ayres                                 |                    |
| 2018 | Várakozás a csoda eljövetelére   | Waiting for the Miracle to Come                 | Dixie Riggs                                |                    |
| 2020 |                                  | Last Words                                      | Batlk                                      |                    |
| 2020 |                                  | I Love You Coiffure                             | angol dadus                                |                    |
| 2021 | Minden rendben ment              | Tout s'est bien passé                           | Claude de Soria                            |                    |
| 2021 | Benedetta                        | Benedetta                                       | Soeur Felicita                             | Fehér Anna         |
| 2021 |                                  | Juniper                                         | Ruth                                       |                    |
| 2021 | Dűne                             | Dune: Part One                                  | Gaius Helen Mohiam, tisztelendő anya       | Csoma Judit        |
| 2024 | Dűne: Második rész               | Dune: Part Two                                  | Gaius Helen Mohiam, tisztelendő anya       | Csoma Judit        |

### Televízió
| Év   | Magyar cím                  | Eredeti cím                 | Szerep                 | Megjegyzések                                         |
| ---- | --------------------------- | --------------------------- | ---------------------- | ---------------------------------------------------- |
| 1967 |                             | The Avengers                | Hana Wilde             | 1 epizód                                             |
| 1976 | Sherlock Holmes New Yorkban | Sherlock Holmes in New York | Irene Adler            | - tévéfilm - magyar hangja: - Bencze Ilona - Igó Éva |
| 1983 |                             | Infidélités                 | Flaminia               | tévéfilm                                             |
| 1992 | Az elhagyott asszony        | La femme abandonnée         | Fanny de Lussange      | tévéfilm                                             |
| 1995 |                             | Samson le magnifique        | Isabelle de Marsac     | tévéfilm                                             |
| 1995 |                             | Radetzskymarsch             | Valerie von Taussig    | minisorozat                                          |
| 1996 |                             | La dernière fête            | márkinő                | tévéfilm                                             |
| 1999 | Szép remények               | Great Expectations          | Miss Havisham          | - tévéfilm - magyar hangja: - Szegedi Erika          |
| 2000 | Az én Silas bácsikám        | My Uncle Silas              | Sylvia Featherstone    | 1 epizód                                             |
| 2003 | Augustus                    | Imperium: Augustus          | Livia Drusilla Augusta | - tévéfilm - magyar hangja: - Hámori Ildikó          |
| 2009 | Kenjétek csak anyátokra!    | Quelque chose à te dire     | Mady Celliers          | - tévéfilm - magyar hangja: - Igó Éva                |
| 2009 |                             | L'homme aux cercles bleus   | Mathilde               | tévéfilm                                             |
| 2010 |                             | Un Lieu incertain           | Mathilde               | tévéfilm                                             |
| 2012 | A múlt árnyékában           | Restless                    | Sally Gilmartin        | tévéfilm                                             |
| 2013 | Dexter                      | Dexter                      | Dr. Evelyn Vogel       | 10 epizód                                            |
| 2015 |                             | Bradchurch                  | Jocelyn Knight         | 8 epizód                                             |
| 2015 |                             | London Spy                  | Frances Turner         | 2 epizód                                             |
| 2019 |                             | DNA                         | Claire Bobin           | 4 epizód                                             |

## Fordítás
Ez a szócikk részben vagy egészben  a   Charlotte Rampling című angol Wikipédia-szócikk ezen változatának fordításán alapul.  Az eredeti cikk szerkesztőit annak laptörténete sorolja fel. Ez a jelzés csupán a megfogalmazás eredetét és a szerzői jogokat jelzi, nem szolgál a cikkben szereplő információk forrásmegjelöléseként.